# Олів'є Вердон
Олів'є Вердон (фр. Olivier Verdon, нар. 5 жовтня 1995, Кламар) — французький і бенінський футболіст, захисник, фланговий півзахисник болгарського клубу «Лудогорець» і національної збірної Беніну.

## Клубна кар'єра
Народився 5 жовтня 1995 року в місті Кламар. Вихованець футбольної школи клубу «Ангулем». Дорослу футбольну кар'єру розпочав 2014 року в основній команді того ж клубу, в якій провів два сезони, взявши участь у 32 матчах третього французького дивізіону.
2016 року уклав контракт з «Бордо», проте продовжив виступати у Національному чемпіонаті за другу команду цього клубу. Провівши лише одну гру за головну команду «Бордо» у Лізі 1, 2018 року перейшов до «Сошо», в якому вже став гравцем основного складу.
2019 року перебрався до Іспанії, уклавши контрак з «Алавесом», утім відразу ж був відданий в оренду до бельгійського «Ейпена». Наступного року був відданий в оренду до болгарського «Лудогорця», а згодом повноцінно перейшов до цього клубу.

## Виступи за збірну
На рівні національних збірних прийняв пропозицію захищати кольори Беніну, рідної країни своєї матері, і 2017 року дебютував в офіційних матчах у складі національної збірної Беніну.
У складі збірної був учасником Кубка африканських націй 2019 року в Єгипті, де Бенін припинив боротьбу на стадії чвертьфіналів.
| Дата       | Місто      | Господарі            | Результат               | Гості        | Турнір                                      | Голи | Примітки |
| ---------- | ---------- | -------------------- | ----------------------- | ------------ | ------------------------------------------- | ---- | -------- |
| 24-3-2017  | Нуакшот    | Мавританія           | 1 – 0                   | Бенін        | товариський матч                            | -    | 62'      |
| 11-6-2017  | Котону     | Бенін                | 1 – 0                   | Гамбія       | Відбір до Кубка африканських націй 2019     | -    |          |
| 3-9-2017   | Малабо     | Екваторіальна Гвінея | 1 – 2                   | Бенін        | товариський матч                            | -    | 82'      |
| 8-11-2017  | Браззавіль | Республіка Конго     | 1 – 1                   | Бенін        | товариський матч                            | -    |          |
| 12-11-2017 | Котону     | Бенін                | 1 – 1                   | Танзанія     | товариський матч                            | -    | 63'      |
| 9-9-2018   | Ломе       | Того                 | 0 – 0                   | Бенін        | Відбір до Кубка африканських націй 2019     | -    |          |
| 12-10-2018 | Бліда      | Алжир                | 2 – 0                   | Бенін        | Відбір до Кубка африканських націй 2019     | -    |          |
| 16-10-2018 | Котону     | Бенін                | 1 – 0                   | Алжир        | Відбір до Кубка африканських націй 2019     | -    |          |
| 17-11-2018 | Бакау      | Гамбія               | 3 – 1                   | Бенін        | Відбір до Кубка африканських націй 2019     | -    |          |
| 24-3-2019  | Котону     | Бенін                | 2 – 1                   | Того         | Відбір до Кубка африканських націй 2019     | -    |          |
| 11-6-2019  | Марракеш   | Бенін                | 1 – 0                   | Гвінея       | товариський матч                            | -    |          |
| 18-6-2019  | Марракеш   | Бенін                | 3 – 1                   | Мавританія   | товариський матч                            | -    |          |
| 25-6-2019  | Ісмаїлія   | Гана                 | 2 – 2                   | Бенін        | Кубок африканських націй 2019 - 1-й етап    | -    |          |
| 29-6-2019  | Ісмаїлія   | Бенін                | 0 – 0                   | Гвінея-Бісау | Кубок африканських націй 2019 - 1-й етап    | -    |          |
| 2-7-2019   | Ісмаїлія   | Бенін                | 0 – 0                   | Камерун      | Кубок африканських націй 2019 - 1-й етап    | -    |          |
| 5-7-2019   | Каїр       | Марокко              | 1 – 1 д.ч. (1 – 4 п.п.) | Бенін        | Кубок африканських націй 2019 - 1/8 фіналу  | -    |          |
| 10-7-2019  | Каїр       | Сенегал              | 1 – 0                   | Бенін        | Кубок африканських націй 2019 - чвертьфінал | -    | 83'      |
| 6-9-2019   | Кан        | Кот-д'Івуар          | 1 – 2                   | Бенін        | товариський матч                            | -    |          |
| 9-9-2019   | Бліда      | Алжир                | 1 – 0                   | Бенін        | товариський матч                            | -    |          |
| 13-10-2019 | Порто-Ново | Бенін                | 2 – 2                   | Замбія       | товариський матч                            | -    |          |
| 17-11-2019 | Порто-Ново | Бенін                | 1 – 0                   | Сьєрра-Леоне | Відбір до Кубка африканських націй 2021     | -    |          |
| Усього     |            | Матчів               | 21                      |              | Голів                                       | 0    |          |

## Титули і досягнення
- Чемпіон Болгарії (5):

«Лудогорець»: 2020–21, 2021–22, 2022–23, 2023–24, 2024–25
- Володар Суперкубка Болгарії (4):

«Лудогорець»: 2021, 2022, 2023, 2024
- Володар Кубка Болгарії (2):

«Лудогорець»: 2022–23, 2024–25